# Andreas Stefansson
Andreas Stefansson, född 24 november 1993 i Solna, är en isländsk innebandyspelare som säsongen 2023/2024 spelade för AIK IBF i den Svenska Superligan. Han representerar även det isländska landslaget sedan 2015. 
Andreas utsågs säsongen 2016/2017 till Årets Rookie efter att i sin debutsäsong i Svenska Superligan gjort 50 mål på 32 matcher.